# لفتی
بنجامین راجیرو ملقب به لفتی (انگلیسی: Lefty Ruggiero؛ ۱۹ آوریل ۱۹۲۶ – ۲۴ نوامبر ۱۹۹۴) گانگستر عضو مافیا اهل ایالات متحده آمریکا بود. لفتی از سربازان خانواده مافیایی بونانو بود. لفتی بیشتر به‌دلیل ارتباط نزدیکش با جو پیستونه (دانی براسکو)، مامور مخفی اف‌بی‌آی، شناخته می‌شود. لفتی پس از پایان ماموریت پیستونه در ۱۹۸۱، دستگیر و به ۱۵ سال حبس محکوم شد. او در ۱۹۹۴ به‌دلیل سرطان در زندان درگذشت.
فیلمی به نام دانی براسکو (۱۹۹۷) ساخته‌شده‌است، که در آن آل پاچینو نقش لفتی و جانی دپ نقش جو پیستونه را بازی می‌کند.